# 貝茨島
貝茨島（英語：Bates Island）是南極洲的島嶼，處於雷諾島的尤爾瓦角以東5公里，屬於比斯科群島的一部分，在1957年被繪入阿根廷地圖，以美國海洋學家命名，現時由南極條約體系管理。